# Jacques Duhamel
Pour les articles homonymes, voir Duhamel.
Jacques Duhamel, né le 24 septembre 1924 à Paris où il est mort le 8 juillet 1977, est un résistant et homme politique français.
Ministre de l'Agriculture dans le gouvernement de Jacques Chaban-Delmas de 1969 à 1971, il devient ensuite ministre des Affaires culturelles, fonction qu'il conserve jusqu'en 1973 au sein du premier gouvernement de Pierre Messmer.

## Biographie

### Origines et formation
Jacques Jean François Joseph Duhamel naît le 24 septembre 1924 dans le 6e arrondissement de Paris.
Il est le fils de l'économiste Jean Duhamel (1893-1940), délégué général puis vice-président du Comité central des houillères de France et directeur général de la Société générale d'immigration, et, par ailleurs, administrateur du quotidien patronal La Journée industrielle,.
Il s'engage dans la Résistance à l'âge de 17 ans.
Diplômé de l'Institut d'études politiques de Paris (section Finances publiques, 1944), il est également licencié en droit. Il intègre l'École nationale d'administration dans sa première promotion « France combattante 1947 ».

### Parcours professionnel
Il sort de l'ENA maître des requêtes au Conseil d’État. Alors proche d'Edgar Faure, il travaille à son service pendant sept ans, en particulier comme conseiller technique, directeur adjoint, puis directeur du cabinet au ministère des Finances, où il recrute Simon Nora et Valéry Giscard d'Estaing, avant la chute du gouvernement Pierre Mendès France, dans des conditions controversées en février 1955,.
Edgar Faure succède à Pierre Mendès France à la présidence du Conseil et son chef de cabinet Jacques Duhamel met du temps à régler le problème du Maroc dont le souverain Mohammed V, exilé à Madagascar, est restauré par la conférence d'Aix-les-Bains pour « éviter une guerre dans le Rif et l'Atlas ».

### Parcours politique
Exerçant à son départ des cabinets ministériels les fonctions de directeur général du Centre national du commerce extérieur, il revient en politique le 25 novembre 1962, en prenant la 2e circonscription du Jura, grâce à l'« Union des non » au référendum gaulliste sur la présidentielle au suffrage universel, associant MRP et radicaux, mais aussi au soutien d'Edgar Faure et au changement de circonscription de son vainqueur de 1958. « Il a conquis le Jura, mais le Jura l’a à son tour conquis » écrit Pierre Viansson-Ponté. Efficace défenseur[réf. nécessaire] du Jura, où il dirige la Société de presse et d'édition jurassienne à partir de 1968, il s'y fait réélire en 1967 et 1968 sous le sigle du parti Progrès et démocratie moderne (PDM), qu’il préside et rebaptise en 1969 Centre démocratie et progrès (CDP). Il y est aussi réélu en 1973. À l’Assemblée nationale, il est remarqué pour en maîtriser le règlement intérieur.
Rallié au candidat Georges Pompidou contre le centriste Alain Poher à l'élection présidentielle de 1969, il devient ministre de l’Agriculture de Pompidou, du 22 juin 1969 au 7 janvier 1971, dans le gouvernement Jacques Chaban-Delmas, puis ministre des Affaires culturelles, du 7 janvier 1971 au 28 mars 1973, dans les gouvernements Chaban-Delmas et Pierre Mesmer. Adoptant la thématique social-démocrate de la « Nouvelle société » de Chaban-Delmas, Jacques Duhamel mène une politique visant à insérer la culture dans la vie quotidienne. Parmi les objectifs du ministre figurent les éléments suivants : aiguiser la sensibilité des enfants aux œuvres de l'art, prendre en compte la capacité d'apprentissage des adultes, maîtriser le cadre de vie et les techniques audiovisuelles nouvelles, etc. Il met en place des procédures contractuelles entre l'État et les institutions culturelles (télévision, industrie cinématographique, compagnies dramatiques décentralisées). Créé en conjonction avec un éphémère Conseil du développement culturel, un Fonds d'intervention culturel finançant des opérations innovantes en partenariat avec d'autres ministères est institué — il subsista jusqu'en 1985. Dans le domaine des arts plastiques, le système du 1 % est étendu à tous les bâtiments publics (1 % du coût de construction doit être consacré à la création d'une œuvre d'art). Il met un terme à la censure politique [réf. nécessaire] et nomme des personnalités situées à gauche à la tête du TNP (Jack Lang, Roger Planchon à Villeurbanne). Après les législatives de 1973, malgré l'insistance de Georges Pompidou[réf. nécessaire], il renonce à toute fonction ministérielle du fait de sa maladie.
Maire de Dole à partir de 1968, il démissionne pour raisons de santé en 1976. Son successeur, Armand Truchot, est battu en 1977 par le socialiste Jean-Pierre Santa Cruz.

### Mort
Jacques Duhamel meurt à l'âge de 52 ans des suites d'une maladie dégénérative du cervelet, dans la nuit du 7 au 8 juillet 1977, à son domicile parisien du 5e arrondissement. Il est inhumé au cimetière de la Guicharde, à Sanary-sur-Mer, dans le tombeau de la famille Duhamel-Funck-Brentano.

### Vie privée
Jacques Duhamel épousa Colette Rousselot (1924-2007), copropriétaire et directrice des Éditions de la Table ronde (qui lui sont cédées, à elle et à sa sœur Nadine Bolloré, par leur beau-père Maurice Bourdel), qui se remarie après la mort de Jacques Duhamel avec Claude Gallimard. Jacques et Colette Duhamel ont eu quatre fils :
- Jérôme Duhamel (né en 1948, mort en 1971 dans un accident de voiture), élève à l'ENA, marié en 1969 avec Nathalie Claret de Fleurieu, fille de Marie-Claire Servan-Schreiber et belle-fille de Pierre Mendès France[14],[15] ;
- Olivier Duhamel (né en 1950), professeur des universités émérite à Sciences Po Paris et spécialiste de droit constitutionnel ;
- Stéphane Duhamel (né en 1951), qui présida RTL puis La Provence ;
- Gilles Duhamel (né en 1952), docteur en médecine, inspecteur général des affaires sociales, ancien conseiller technique au cabinet de Bernard Kouchner au ministère de la Santé et de l'Action humanitaire, puis au secrétariat d’État à la Santé, et auprès de Martine Aubry, ministre de l'Emploi et de la Solidarité, puis directeur du cabinet de Dominique Gillot, secrétaire d’État à la Santé et à l'Action sociale[16].

Par sa sœur jumelle Monique Duhamel (1924-2009), Jacques Duhamel est l'oncle maternel de l'homme d'affaires Thierry Funck-Brentano, devenu en 1984 le compagnon de l’actrice Marie-France Pisier puis son époux en 2009, cette dernière étant aussi devenue la belle-sœur de son fils Olivier Duhamel (par le mariage de ce dernier en 1987 avec Évelyne Pisier).

## Hommages
Au palais des congrès du Touquet-Paris-Plage, le hall d'honneur porte son nom,,.
Une place de Paris, près des quais de Seine, face à l'île de la Cité, porte son nom dans le 5e arrondissement de Paris depuis septembre 2016 ; elle a été inaugurée le 22 octobre 2016, notamment en présence de ses trois fils, de la maire de l’arrondissement Florence Berthout et du président du MoDem François Bayrou,.
Une exposition rendant hommage à Jacques Duhamel a été organisée à Dole, ville dont il a été maire pendant près de huit ans, par l’Association des amis de Jacques Duhamel, retraçant sa vie. Le vernissage a eu lieu le vendredi 16 mars 2018 en présence de deux de ses fils, Stéphane et Gilles.
Son fils Olivier a écrit une biographie romancée de ses parents, intitulée Colette et Jacques, sortie en 2019.

## Décorations
- Commandeur de l'ordre du Mérite agricole, ex officio en tant que ministre de l'Agriculture, président du conseil de l'ordre (1969)[22]
- Commandeur de l'ordre des Arts et des Lettres, ex officio en tant que ministre des Affaires culturelles, président du conseil de l'ordre (1971)[23]